# سرور (مسلسل)
سرور ،مسلسل بحريني تراثي ملحمي عُرِضَ لأول مرة كحلقة ضمن حلقات مسلسل حزاوي الدار عام 1995 بعنوان (سرور) لينتج بعدها مسلسل كامل بنفس العنوان عام 1999م على قناة البحرين وهو من بطولة:جمال الغيلان -لطيفة المقرن -مبارك خميس-إبراهيم بحر-جمعان الرويعان-فرح علي
تأليف و سيناريو و حوار :راشد الجودر 
إخراج :محمد سلمان

## القصة
تعود القصة الى فترة ما قبل استقلال البحرين في زمن الاستعمار حيث  الفقر و الاستعباد و الاحتيال مابين نهّابة البحر و نهَّابة البر،ليخرج حينها (سرور) ابن احد كبار نواخذة الديرة و الذي كان يعاني من جور زوجة ابيه التي تبغظه و تكيد له المكائد لتطيح به،وسط دفاع اخته الوحيده عنه (مريم) و رغم الصراع العائلي الذي يحيط به الا انه يقرر الاستمرار في العطاء و بذل الخير في شخصية رجولية بطولية،سعياً في مصالح اهله و ديرته في سياق بطولي و تراثي و رومانسي.

## طاقم التمثيل
- جمال الغيلان
- لطيفة المجرن
- مبارك خميس
- إبراهيم بحر
- عبد الله ملك
- عبد المحسن النمر
- شيماء سبت
- فرح علي
- جمعان الرويعي
- علي الغرير